# 한성곤
한성곤(1973년 5월 22일 ~)은 롯데 자이언츠의 전 야구 선수다. 경남고등학교를 졸업했으며 프로 통산 3타수 1안타 1득점을 기록했다.

## 같이 보기
- 1994년 롯데 자이언츠 시즌